# 1834 a tudományban
Az 1834. év a tudományban és a technikában.

## Kémia
- Friedlieb Ferdinand Runge német vegyész kőszénkátrányból fenolt, anilint állít elő

## Születések
- január 17. – August Weismann biológus, „ő mutatta ki, hogy a kromoszómák adják tovább az örökletes információkat”[1] († 1914)
- február 8. – Dmitrij Ivanovics Mengyelejev orosz kémikus, a periódusos rendszer megalkotója († 1907)
- február 16. – Ernst Haeckel német zoológus és filozófus († 1919)
- március 17. – Gottlieb Daimler német gépészmérnök, feltaláló, autógyár alapító († 1900)
- augusztus 4. – John Venn brit matematikus, a Boole-logika kifejlesztője. A Venn-diagram létrehozójaként ismert († 1923).
- december 6. – Mechwart András gépészmérnök, feltaláló, a magyarországi villamosipar elindítója († 1907)
- december 20. – Than Károly magyar kémikus, a Magyar Tudományos Akadémia tagja († 1908)

## Halálozások
- augusztus 7. – Joseph Marie Jacquard francia feltaláló (* 1752)
- február 26. – Alois Senefelder, a litográfia osztrák feltalálója 1(* 1771)
- augusztus 31. – Karl Ludwig Harding német csillagász, jelentős felfedezése a 3 Juno kisbolygó (* 1765)
- szeptember 2. – Thomas Telford skót építész, út-, híd- és hajózási csatorna tervező mérnök (* 1757)